# مايك هيلمز
مايك هيلمز (بالإنجليزية: Mike Helms)‏ مواليد 29 ديسمبر 1982 في ديترويت، هو لاعب كرة سلة أمريكي سابق. بدأ مسيرته الاحترافية في سنة 2004. يبلغ طوله 6 قدم 0 1⁄2 بوصة (1.8 م). لعب مع ساوثلاند شاركز في الدوري النيوزيلندي لكرة السلة. اعتزل اللعب في 2013.

## روابط خارجية
- مايك هيلمز على موقع كلية كرة السلة في سبورتس رفرنس.كوم (الإنجليزية)
- مايك هيلمز على موقع ريلجم (الإنجليزية)
- مايك هيلمز على موقع بروبوليرز (الإنجليزية)